# UGMK Jekaterinburg
UGMK Jekaterinburg (russisch УГМК Екатеринбург) ist ein professioneller Frauen-Basketballverein der Superleague aus Jekaterinburg, ehemals Swerdlowsk, in Russland.

## Geschichte

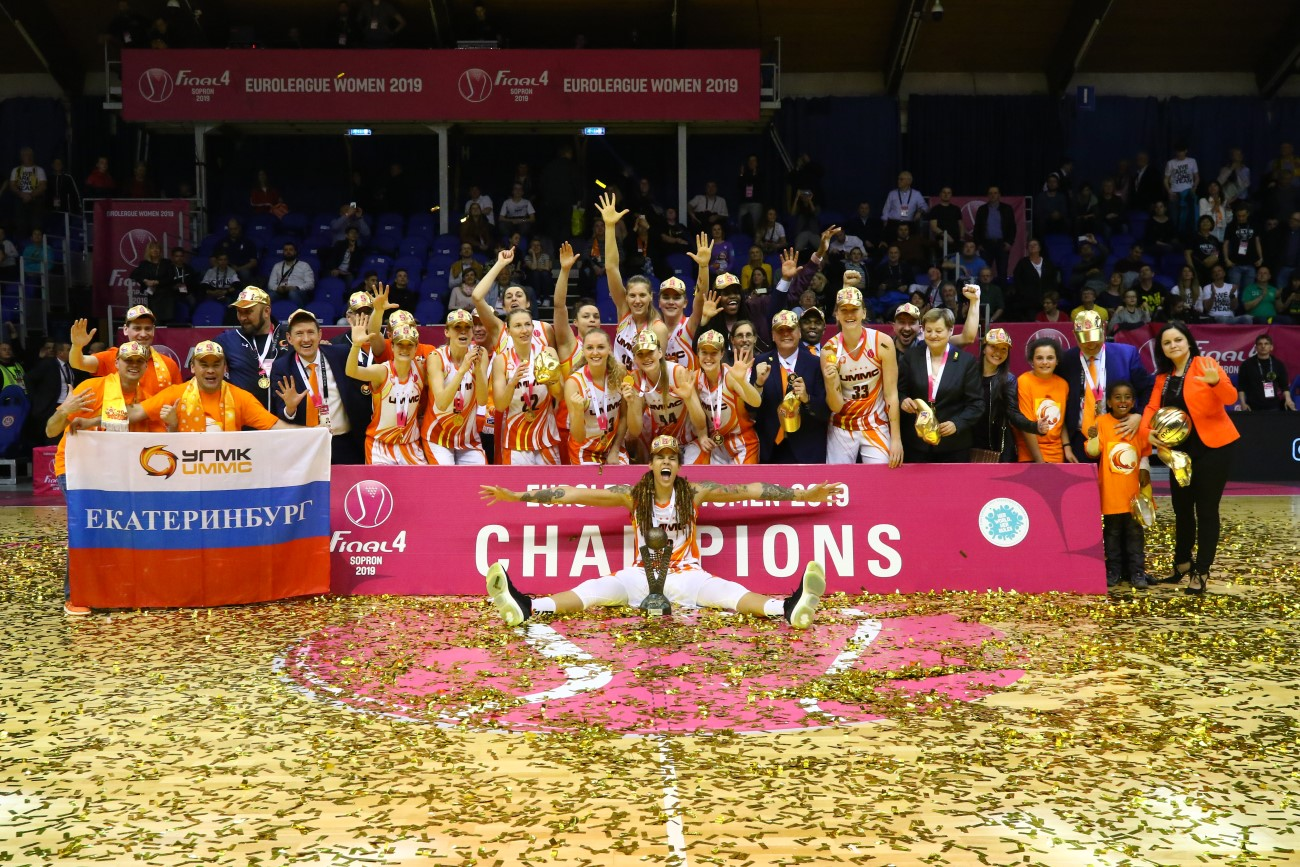
Russischer Meister 2019

Bereits 1938 wurde bei dem Uralmasch (Fabrik für Schwermaschinen am Ural)-Werk eine Frauen-Basketballmannschaft gegründet. Zunächst bekam der Club den Namen „Zenit“, 1958 wurde er in „Trud“ umbenannt und bekam 1960 den Namen „Uralmasch“, den er bis zum Jahre 2000 trug. Die Mannschaft stieg 1964 in die höchste sowjetische Liga auf und spielte dort bis zuletzt. Die größten Erfolge in der sowjetischen Zeit waren zwei dritte Plätze bei den sowjetischen Meisterschaften 1973 und 1974. Nachdem Uralmasch 2000 zum OMZ Uralmasch-Ischora umfirmierte, wurde die Basketballmannschaft an UGMK verkauft und übernahm den neuen Firmennamen. Unter den neuen Besitzern wurde der Club 2002 und 2003 russischer Meister und ebenfalls 2003 Sieger der Euroleague Women. Die nächsten Jahre waren vom nationalen Zweikampf zunächst mit ZSKA Samara und später mit Spartak Moskowskaja Oblast gekennzeichnet. Jedoch erst 2009 gelang mit dem nationalen Double (Meisterschaft und Pokal) der nächste Erfolg. UGMK konnte diesen Erfolg bis zum Jahre 2013 noch fünfmal wiederholen. Da die Mannschaft 2013 unter der Führung des deutschen Trainers Olaf Lange auch die Euroleague gewann, wurde die Saison 2012/2013 zu der erfolgreichsten in der Geschichte des Vereins. Auch 2016 gewann man unter Lange den wichtigsten europäischen Vereinswettbewerb.

## Erfolge
- Euroleague Women (6): 2003, 2013, 2016, 2018, 2019, 2021
- SuperCup Women (3): 2013, 2016, 2018
- Russischer Meister (15): 2002, 2003, 2009–2021
- Russischer Pokalsieger (9): 2005, 2009–2014, 2017, 2019

## Bekannte Spielerinnen
| - 1998–2005: Diana Gustilina (* 1974) - 2002–2006: Yolanda Griffith (* 1970) - 2007–2018: Deanna Nolan (* 1979) - 2012–2017: Diana Taurasi (* 1982) - 2014–2022: Alba Torrens (* 1989) - 2015–2022: Brittney Griner (* 1990) - / 2018–2022: Jonquel Jones (* 1994) |